# Gilles Ier de Maupeou
Pour les autres membres de la famille, voir Famille de Maupeou.
Gilles de Maupeou, seigneur d'Ableiges, est un administrateur français baptisé à Paris le 3 avril 1553 et mort à Paris le 3 février 1641.

## Famille
Troisième fils de Vincent Maupeou, notaire au Châtelet de Paris puis secrétaire du Roi, maison et couronne de France (1572) et de Anne Bastonneau, il épouse par contrat du 6 décembre 1581, Marie Morelly (décédée en 1631), fille d'Augustin Morelly, avocat au Parlement et conseiller du roi en sa justice du Trésor.
Gilles de Maupeou est l'auteur de la branche d'Ableiges des Maupeou.

## Carrière
En 1577, il est avocat au parlement de Paris. Le 6 février 1579, il devient auditeur à la Chambre des comptes.
Le 12 janvier 1587, il est anobli conjointement avec ses frères Pierre et Michel par lettres patentes du roi Henri III.
Du 1er juin 1589 à 1601, il est maître des comptes par provision. De septembre 1598 à janvier 1600, il est commissaire député à la direction des finances de Bretagne où son travail le fait remarquer par le Surintendant des Finances d'Henry IV, Maximilien de Béthune, duc de Sully. Le 4 janvier 1600, il devient secrétaire de la chambre du roi.
Le 28 avril 1600, il se convertit au protestantisme.
En janvier 1600, il est nommé intendant des finances par poste qu'il conservera jusqu'en 1608. Le 12 août 1601, il devient Conseiller d’État. Le 1er janvier 1607, Henri IV le nomme contrôleur général des finances, une commission annuelle qui lui sera renouvelée en 1608, en 1609 et en 1610. Le 14 mai 1610, le roi est assassiné par Ravaillac. Sully doit remettre sa charge de surintendant des finances entrainant avec lui de nombreux collaborateurs, tel que Gilles de Maupeou dont la commission annuelle n'est pas renouvelée et qui retourne aux fonctions d'intendant des finances le 5 février 1611. Le 26 avril 1617 il retrouve les fonctions de contrôleur général des finances, charge qu'il cède en septembre 1619 à Pierre de Castille et se retire de la vie publique. 
En 1614, il acquiert la moitié de la seigneurie d'Ableiges qu'il agrandit et développe jusqu'à la fin de sa vie et qui sera érigée en comté en mars 1692.
Peu de jours avant qu'il meure, il se convertit au catholicisme le 28 janvier 1641.

## Représentation dans les œuvres de fiction

### Dans Les Dames du Faubourg
L'auteur Jean Diwo raconte l'introduction de l'ébéniste Christophe Habermann auprès de Gilles de Maupeou par une des abbesses de l'abbaye de Saint-Antoine-des-Champs.